# Friendly interactive shell
Friendly interactive shell (abreviado como fish) es el nombre de una shell de Unix que pretende ser interactiva y amigable para el usuario, al contrario de otras shells. La meta de diseño de fish es dar al usuario un conjunto diverso de poderosas características de una manera fácil de descubrir, recordar y usar. fish es considerado un "shell exótica", ya que su sintaxis no deriva ni de una «Bourne shell» (ksh, bash, zsh) ni de alguna «C shell» (csh, tcsh). También, al contrario de otras shells, que desabilitan algunas características para cuidar los recursos del sistema, fish habilita todas las características por defecto.

## Otras características
- Completamiento avanzado de pestañas.
- Resaltado de sintaxis con amplia comprobación de errores.
- Soporte para X clipboard.
- Manejo inteligente de terminal basado en terminfo.
- Búsqueda en el historial de comandos.

La versión 2 añade:
- Autosugerencias
- 256 colores de terminal
- Configuración basada en la web
- Mejoras en el rendimiento (al disponer de más módulos integrados).

## Sintaxis
La sintaxis se asemeja a un shell compatible con POSIX (como Bash), pero se desvía en aspectos importantes en los que los creadores creen que el shell POSIX estaba mal diseñado.

### No hay subshell implícito
Algunas construcciones del lenguaje, como pipelines, funciones y bucles, se han implementado utilizando las llamadas subshells en otros lenguajes shell. Las subshells son simplemente programas hijos que ejecutan algunos comandos para la shell y luego salen. Desafortunadamente, este detalle de implementación suele tener el efecto secundario de que cualquier cambio de estado realizado en la subshell, como la asignación de variables, no se propaga a la shell principal, lo que puede sorprender al usuario. Fish nunca bifurca los llamados subshells; todos los builtins son siempre completamente funcionales.
```
# Esto no funcionará en muchos otros shells, ya que el builtin 'read'

# se ejecutará en su propio subshell. En Bash, el lado derecho de la tubería

# no puede tener efectos secundarios. En ksh, el siguiente comando funciona, pero

# el lado izquierdo no puede tener efectos secundarios. En fish y zsh, ambos

# lados pueden tener efectos secundarios.

>
 cat *.txt 
|
 
read 
line

```

### Ejemplo de asignación de variables
Este ejemplo de Bash no hace lo que parece: como el cuerpo del bucle es un subshell, la actualización de $found no es persistente.
```
found
=
''

cat
 
/etc/fstab
 
|
 
while
 
read
 
dev
 
mnt
 
rest
;
 
do

  
if
 
test
 
"
$mnt
"
 
=
 
"/"
;
 
then

    
found
=
"
$dev
"

  
fi

done

```

Solución:
```
found
=
''

while
 
read
 
dev
 
mnt
 
rest
;
 
do

  
if
 
test
 
"
$mnt
"
 
=
 
"/"
;
 
then

    
found
=
"
$dev
"

  
fi

done
 
</etc/fstab

```

Fish no necesita una solución:
```
set
 found 
''

cat /etc/fstab 
|
 
while
 
read 
dev mnt rest
  
if
 
test
 
"
$mnt
"
 
=
 
"/"

    
set
 found 
$dev

  
end

end

```